# الحديقة الوطنية بسيدي التوي

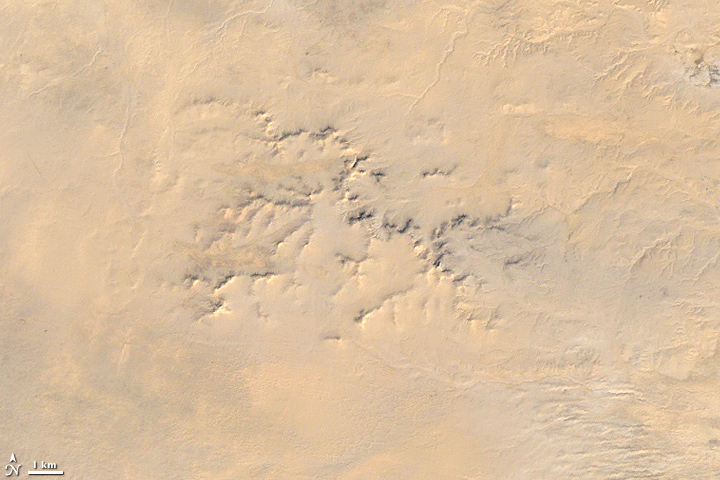
آثار التصحر بمنطقة جبل سيدي التوي عام 1987 قبل إحداث الحديقة الوطنية

الحديقة الوطنية بسيدي التوي هي إحدى المحميات الطبيعية التونسية، تقع على مشارف الصحراء بجبل سيدي التوي، على بعد 54 كم جنوب مدينة بنقردان بالجنوب الشرقي التونسي. أنشئت هذه الحديقة الوطنية عام 1993 لمقاومة التصحر، وهي تحتوي على ثروة حيوانية ونباتية هامة تختص بها المناطق القاحلة، تبلغ مساحتها 6315 هآ، ويبلغ ارتفاعها بين 30 و178 م عن سطح البحر. كانت تضم المنطقة، قبل إحداث الحديقة الوطنية، العديد من أنواع الغزال والظباء غير أنها انقرضت نظرا لانعدام المرعى الناتج عن التصحر، لذا أُدخلت عام 1999 بعض أفراد المها حمراء العنق لإعادة التوازن البيئي بالمنطقة. وهي تضم حاليًا العديد من أنواع النباتات والطيور.
| الحديقة الوطنية بسيدي التوي |